# Ecuación Anti-Vida
La Ecuación Anti-Vida es un concepto ficticio que aparece en los cómics estadounidenses publicados por DC Comics. En el escenario del Cuarto Mundo de Jack Kirby, la Ecuación Anti-Vida es una fórmula para el control total sobre las mentes de los seres sintientes que busca Darkseid, quien, por esta razón, envía sus fuerzas a la Tierra, ya que cree que parte de la ecuación existe en el subconsciente de la humanidad. Varios cómics han definido la ecuación de diferentes maneras, pero una interpretación común es que la ecuación es una prueba matemática de la futilidad de vivir.

## Historia
Los cómics originales de Jack Kirby establecieron que la Ecuación Anti-Vida otorgaba al ser que la aprendiera el poder de dominar la voluntad de todas las razas sensibles y sapientes. Se llama la Ecuación Anti-Vida porque "si alguien posee un control absoluto sobre ti, no estás realmente vivo". La mayoría de las historias que presentan la Ecuación usan este concepto. La Caja Madre de Forever People encontró la Ecuación Anti-Vida en Sonny Sumo, pero Darkseid, sin saberlo, lo dejó varado en el antiguo Japón. Un hombre conocido como Billion-Dollar Bates tenía control sobre el poder de la Ecuación incluso sin la ayuda de la Caja Madre, pero fue asesinado accidentalmente por uno de sus propios guardias.
Cuando Metrón y Swamp Thing intentan romper la Fuente, lo que enloquece temporalmente a Swamp Thing, Darkseid descubre que parte de la fórmula es el amor. Al ser informado por los Dominadores de su planeada invasión de la Tierra, Darkseid promete no interferir con la condición de que el planeta no sea destruido para que su búsqueda de la ecuación no se vea frustrada.
Más tarde se revela en Martian Manhunter (vol. 2) # 33 que Darkseid se dio cuenta por primera vez de la ecuación hace aproximadamente 300 años cuando se puso en contacto con la gente de Marte. Al enterarse de la filosofía marciana de que el libre albedrío y el propósito espiritual podrían definirse mediante una Ecuación Vida, Darkseid postuló que debe existir un equivalente negativo.
En Orion (2001) de Walt Simonson, Darkseid y DeSaad obtuvieron la Ecuación de clones de Billion Dollar Bates. Al detenerlos, Orión aprendió la Ecuación y trató de usarla para hacer felices y buenas a las personas, pero decidió que la supresión del libre albedrío siempre es algo malo. Mister Miracle conoce la fórmula, pero es uno de los pocos con la fuerza de voluntad para no usarla. Durante la serie Justicia Joven, se afirmó que la mística heroína Emperatriz tiene dentro de ella una parte de una Ecuación Anti-Vida, que le permite controlar las mentes de los demás hasta cierto punto. Countdown to Final Crisis #10 revela que Pied Piper también contenía la ecuación en su mente y puede manifestarla a través de la música. Desaad intenta usar a Piper como su peón para ayudarlo a destruir Hermano Ojo y Darkseid para poder gobernar Apokolips.
Durante la Crisis final, el plan de Darkseid se hace realidad incluso sin la ayuda de Pied Piper. De hecho, usando la "forma hablada" de Anti-Vida, Darkseid (renacido después de su muerte como "Boss Dark Side" en la Tierra) puede reconstruir una fuerte base de poder en la Tierra haciendo que Mokkari desate la Ecuación Anti-Vida a través de Internet por correo electrónico, convirtiendo a los expuestos en sus esclavos sin sentido. Libra usó la Ecuación Anti-Vida para convertir a varios miembros de su Sociedad Secreta de Supervillanos en Justificadores, mientras que algunas de las superheroínas y supervillanas de la Tierra se convirtieron en nuevas versiones de las Furias Femeninas.
Se reveló que la Ecuación se puede contrarrestar dibujando la palabra del Nuevo Génesis para "libertad" en la cara. Además, el Doctor Sivana inventó un dispositivo que permitió a Lex Luthor arrebatar el control de los Justificadores controlados por ecuaciones de Libra y Darkseid. En Terror Titans #4, debido al estado del cerebro como un órgano electromagnético, Static es inmune a los efectos de Ecuación. En Final Crisis #7, Wonder Woman rompe el control de Ecuación sobre la gente de la Tierra al unir el cuerpo de Darkseid con el Lazo de la Verdad.
Después de la desaparición de Darkseid, Calculador se asigna a sí mismo la función de rastrear los fragmentos de la Ecuación que quedan en Internet, que habían tomado la apariencia de diamantes flotantes en Alta Viva, un juego en línea multijugador en el universo similar a Second Life. Al tener diamantes reales cortados en la forma de los virtuales, Calculador espera aprovechar y restaurar su poder por sí mismo.
La Multiversidad presenta una versión diferente a la Ecuación Anti-Vida conocida como Ecuación Anti-Muerte: un oscuro y misterioso poder usado por Gentry, capaz de transformar y corroer cualquier cosa, desde las leyes de la física hasta seres tan poderosos como los Monitores, convirtiendo sus víctimas en criaturas espantosas y malvadas que son incapaces de morir.
En la continuidad de DCU, la Ecuación en sí misma conserva su importancia para una gran cantidad de partes interesadas que han llegado al control de una gran cantidad de usuarios tanto en formulaciones incompletas como completas de sí misma. Primero es poseído por el malvado Dios Viejo Yuga Khan, quien lo usa para resucitar a muchos de sus hermanos caídos en una batalla final contra sus hijos Uxas e Izaya antes de caer en la batalla. Eventualmente, muchas personas llegarían a poseer una comprensión finita o una utilización completa de la Ecuación Anti-Vida para su uso personal a lo largo del tiempo. Algunos eones más tarde, Darkseid usaría una fracción de su poder de pesadilla en sus ciclos de invasión del universo paralelo de la Tierra 2; pronto se reveló que otros poseían la Ecuación completa pero carecían del incentivo para usarla. Sin embargo, la fórmula en sí se revela como un ser consciente capaz de expresarse a sus anfitriones actuales.
Se reveló que la Ecuación Anti-Vida fue la fuente de la creación del Universo Anti-Materia, y que el Anti-Monitor solía ser un científico Qwardiano en el Universo Anti-Materia llamado Mobius, quien fue el primero en encontrar y tocar la Ecuación Anti-Vida; luego se fusionó con él y lo transformó en el Anti-Monitor, la encarnación viviente de Ecuación Anti-Vida. Cuando Darkseid murió en la batalla contra él y su hija Grail, Mobius perdió la ecuación para volver a su forma original. El poder mismo que lo poseía ahora está en manos de su benefactor original, estableciéndola como la Diosa de la Anti-Vida.

## Interpretaciones de la Ecuación
A lo largo de los años, la Ecuación Anti-Vida ha cambiado a medida que varios escritores han ofrecido sus propias definiciones del concepto.
En la versión original de Jack Kirby, la Ecuación se manifiesta como el poder de controlar cualquier mente consciente a través de comandos directos. Se hizo una clara distinción entre la Ecuación Anti-Vida y otros métodos de control como la manipulación o la hipnosis. Si bien Darkseid ya podía ejercer cierto control sobre la humanidad a través de las prédicas de su secuaz Glorious Godfrey, poseer la Ecuación permitiría un control ilimitado e instantáneo.
En la miniserie Cosmic Odyssey de Jim Starlin, la Ecuación Anti-Vida se revela como una deidad viviente basada en las sombras que corrompe y destruye todo lo que toca. Esta revelación conmociona incluso a Darkseid, quien se une a los Nuevos Dioses y un grupo de superhéroes de la Tierra para detener la entidad Ecuación Anti-Vida, sellándola finalmente de su realidad. La Entidad de la Ecuación Anti-Vida sería reconfigurada como una criatura que había sido mal etiquetada en cuanto a tener algo que ver con la Ecuación Anti-Vida.
En el número 4 de la serie Sandman de Neil Gaiman, el demonio Choronzon imita la forma de 'Anti-Life' cuando desafía a Dream a 'the Oldest Game', una batalla de ingenio en la que los dos deben definir entidades cada vez más poderosas. Al intentar terminar el juego, Choronzon afirma: "Soy Anti-Vida, la bestia del juicio. Soy la oscuridad al final de todo. El final de los universos, dioses, mundos... de todo", momento en el que toma en la apariencia de una cara grande e inexpresiva contra un fondo blanco. Dream contrarresta esto proclamando "Yo soy la esperanza".
En la serie Orion de Walt Simonson, la Ecuación se representa de manera muy similar a los cómics originales de Kirby, ignorando la versión que se muestra en Cosmic Odyssey. Además del poder de controlar mentes, también se muestra que otorga a su portador el poder de revivir cadáveres a través de órdenes verbales.
En la miniserie Seven Soldiers: Mister Miracle de 2005, escrita por Grant Morrison, Darkseid (o Boss Dark Side, como se hacía llamar a sí mismo) obtuvo el control de la Ecuación Anti-Vida, que está estilizada en la narración como:
soledad + alienación + miedo + desesperación + autoestima ÷ burla ÷ condena ÷ incomprensión × culpa × vergüenza × fracaso × juicio n=y donde y=esperanza y n=locura, amor=mentiras, vida=muerte, yo=lado oscuro
Al decir dicha ecuación, Darkseid puede insertar la fórmula completa en la mente de las personas, dándoles la certeza matemática de que la vida, la esperanza y la libertad no tienen sentido. Según Oracle, que apenas escapó de los efectos "completos" de la Ecuación al cerrar todo Internet justo a tiempo, la Ecuación Anti-Vida establece además que el único punto en cualquier cosa es ajustarse a la voluntad de Darkseid. Shilo Norman (el actual Mister Miracle) es capaz de liberarse de esto con la ayuda de Metron, obteniendo inmunidad de la Ecuación en el proceso. Transmite esta inmunidad a sus aliados dibujando un patrón específico (se muestra que el patrón es la palabra del Nuevo Génesis para libertad) en su rostro.
Cuando Jim Starlin volvió a escribir New Gods en la miniserie Death of the New Gods de 2007, se revisó el retcon, y se reveló que la Entidad de Ecuación Anti-Vida era la mitad de un ser cósmico que fue dividido en dos por la guerra de los antiguos dioses (la otra mitad de la entidad cósmica es la Fuente). En una página de texto publicada en Final Crisis Secret Files, Grant Morrison intenta reconciliar la versión de Starlin de la Ecuación Anti-Vida con su propia versión, sugiriendo que la Ecuación es sensible (como sugiere Starlin) y que incluso después de "dominar" la Ecuación, Darkseid todavía no comprende la verdadera naturaleza horrible de lo que es la Ecuación Anti-Vida y su relación con la Fuente.
En New 52, Anti-Vida tiene muchos de los mismos poderes que tenía antes, Yuga Khan lo usó para traer de vuelta a los dioses antiguos muertos para ayudarlo en la batalla contra sus hijos, Dreamer Beautiful lo usó por primera vez. para resucitar a un Mark Moonrider fallecido, y el propio Darkseid usa una fracción de él para atraer a las víctimas desprevenidas a su fin al transmitirlo a través de sus fábricas de colmenas parademonios.

## Ecuación Vida
El miembro opuesto de Anti-Vida toma más prominencia dentro de los Nuevos 52. Se dice que la Luz blanca de la Vida es la chispa que originalmente dio origen al universo de materia positiva de Tierra-Zero, al igual que Anti-Vida dio origen al universo de antimateria. A diferencia de la Ecuación Anti-Vida que socava a una persona de su libre albedrío, la Ecuación Vida es un poder que lo consume todo y tiene la capacidad de reestructurar la realidad cambiando su fórmula en torno a la reescritura del multiverso mismo, representando los atributos de la vida misma relacionados con el cambio y varianza. La composición de la fórmula de la ecuación parece variar de una iteración a otra. Un caso lo relaciona con el Espectro Emocional y sus siete luces correspondientes:
ira, codicia, miedo, voluntad, esperanza, compasión y amor.
Inicialmente creyendo que todas estas refracciones de la fuente de luz conducen a convertirse en la Ecuación de la Vida, luego se comprende que la fórmula en sí misma es un poder separado en sí mismo conectado directamente a La Fuente de todas las cosas. Su poder, una vez escondido detrás de la pared de su homónimo, había sido eliminado y suplantado dentro del Anillo Blanco utilizado por Kyle Rayner para escapar después de que las siete entidades emocionales se entregaron tanto a él como a él para reponer la Reserva Emocional. Más tarde se revela que Kyle logró escapar con la ecuación en la mano después de que se acercó a la fuente misma y, sin saberlo, reclamó la ecuación. Una vez reclamada, Life Equation tiene el poder de redefinir la realidad en un grado universal a multiversal, lo que permite al usuario cambiar la fórmula para rehacer toda la existencia. En otra manifestación, la fórmula se lee como una contradicción directa a la de la Ecuación Anti-Vida que se presenta de la siguiente manera:
compañerismo + comprensión + seguridad + alegría + altruismo ÷ respeto ÷ elogio ÷ simpatía × inocencia × dignidad × éxito × aceptación y=n donde y=desesperación y n=precaución, amor=verdad, muerte=renacimiento y uno mismo=lado luminoso
Porque la realidad encarna la vida y la ecuación es el resumen tangible de cómo se define, también de manera similar a Anti-Vida; la variante Vida puede subyugar la vida para seguir al usuario en la creación de un nuevo orden mundial a favor de la protección de la vida, en lugar de aceptarla como algo sin sentido. La ecuación de la vida se dividió en siete partes y se colocó en el anillo de poder blanco de Kyle y otros seis recién creados. Estos siete anillos se pueden unir para restaurar la ecuación de vida si es necesario, pero hasta ese momento, el White Lantern Corps puede proteger la ecuación.

## Realidades alternativas
- En la novela gráfica de Elseworlds Superman: El Lado Oscuro (1998), Darkseid cría a Kal-El como su propio hijo (malvado) y luego descubre que Krypton había estado en posesión de la Ecuación Anti-Vida antes de que fuera destruida y Jor-El había enviado con su hijo para que pudiera usarlo para subyugar la Tierra y crear un nuevo Krypton. Naturalmente, Darkseid lo encuentra y construye una serie de torres que transmiten "... la ECUACIÓN ANTI-VIDA que destruye el libre albedrío y la identidad individual".
- En el one-shot World's Funnest Elseworlds (2001), creado por Evan Dorkin y una variedad de artistas, un conflicto entre Bat-Duende y Mister Mxyzptlk destruye inadvertidamente la DCU (incluidos muchos mundos pre-crisis). Cuando destruyen Apokolips, el único sobreviviente es Darkseid, que queda flotando en el espacio con un papel con la ecuación dibujada; el papel tiene un diagrama al efecto de "Mister Mxyzptlk + Bat-Duende = Anti-Vida". Esto hace que Darkseid muera de risa.
- En el DCeased escrito por Tom Taylor, Darkseid ha capturado a Cyborg, que posee la mitad de la Ecuación Anti-Vida. Con la otra mitad ya en su poder, Darkseid intenta mezclar las dos mitades, pero DeSaad le advierte que si Cyborg muere, la Ecuación dejará de existir. Darkseid convoca así al Black Racer para controlar la vida de Cyborg y activa la Ecuación. Sin embargo, la conexión de Black Racer manipula la Ecuación Anti-Vida y la hace autónoma. Esto hace que Darkseid pierda el control de la Ecuación ahora contaminada, y en su desesperación destruye a Apokolips. DeSaad logra teletransportar a Cyborg de antemano, pero tan pronto como Cyborg aparece en la Tierra, Equation se abre paso en Internet global e infecta al mundo a través de dispositivos móviles conectados a él.

## En otros medios

### Universo animado de DC
- En el episodio de Superman: la serie animada, "Apokolips ... Now !, Part 1", Orión llega a la Tierra y usa su Caja Madre para explicarle a Superman sobre Apokolips y su gobernante, Darkseid. Durante su explicación, Caja Madre habló de cómo Darkseid estaba después de la Ecuación Anti-Vida, que se decía que le otorgaba un gran poder.
- En el episodio de la Liga de la Justicia, "Crepúsculo", Darkseid piratea los sistemas de Brainiac, con resultados potencialmente catastróficos. Como le explica al Superman capturado, esto le dará la solución a la Ecuación Anti-Vida, lo que le permitirá destruir el universo y reconstruirlo, esta vez a su propia imagen.
- En el episodio final de Liga de la Justicia Ilimitada, "Destroyer", durante un asalto a la Tierra por parte de Darkseid y los ejércitos de Apokolips, Lex Luthor es llevado a La Fuente por Metron. Así como Darkseid atrapa a Superman en una poderosa red que induce a la agonía, Lex Luthor regresa de The Source y le revela a Darkseid la Ecuación Anti-Vida, que se muestra como una luz brillante y arremolinada en la palma de su mano. Darkseid coloca una mano sobre el brillo, Lex coloca una mano sobre la mano de Darkseid, ambos están de acuerdo en que la ecuación "es hermosa" y ambos desaparecen. No se sabe qué pasó con Lex Luthor o Darkseid. Superman cree que ambos murieron, pero tanto Batman como Green Lantern en dudarlo, creyendo en cambio que ambos volverán. Según Dwayne McDuffie, al aprender la Ecuación Anti-Vida, tanto Lex Luthor como Darkseid se convirtieron en parte del Muro de la Fuente.

### Smallville
- La Ecuación Anti-Vida aparece brevemente en el episodio "Legion" de la temporada 8 de Smallville. Durante el episodio, Brainiac intenta capturar el conocimiento de otros a través de un virus informático; la voz resonando a través de la computadora dice "Odio más miedo más soledad...".
- Durante el episodio de la temporada 9 "Ruleta", Clark Kent hizo una breve referencia a la Ecuación Anti-Vida.
- El símbolo Omega de la Ecuación Anti-Vida aparece en la décima y última temporada de Smallville. Sirve como señal cuando un ser está influenciado por Darkseid. Las personas notables son Orion, Slade Wilson en el episodio "Patriot" y Oliver Queen en "Masquerade", y luego al revés en "Finale, part 2".

### Otros
- En Abraxas, Guardian del Universo, una película canadiense de ciencia ficción de 1991, la Ecuación Anti-Vida tiene un papel destacado.
- En Teen Titans Go!, Darkseid menciona la Ecuación Anti-Vida, pero es criticado en ser un "nerd matemático" por Beast Boy.
- En el episodio de DC Super Hero Girls, "My So Called Anti-Life", Darkseid, haciéndose pasar por un profesor de matemáticas humano llamado Dr. Seid, engaña a las Super Hero Girls para que le resuelvan la Ecuación Anti-Vida poniéndola en una prueba. Con la ecuación completada, Darkseid comienza a transformar la población de la Tierra en duplicados de sí mismo. Batgirl, Harley Quinn, Bumblebee y Raven logran revertir los efectos recordándoles a las personas quiénes son realmente, a lo que se refieren como "introducir nuevas variables a la ecuación para cambiar la respuesta".
- En el videojuego Injustice 2, la Ecuación Anti-Vida se menciona en el diálogo previo a la batalla entre Darkseid y Wonder Woman. Darkseid pregunta qué arma primitiva está empuñando y ella afirma ser la Ecuación Anti-Vida. Darkseid afirma que ha revelado su verdadera forma, lo que implica que Wonder Woman ha sido corrompida por la Ecuación Anti-Vida.
- En Lego DC Super-Villains, Darkseid busca la Ecuación Anti-Vida.[29] Envía al Sindicato del Crimen para reemplazar a la Liga de la Justicia para encontrar la Ecuación en la Tierra. Hacia el final del juego, el Novato absorbería la ecuación y la usaría para cambiar a Darkseid y su ejército.
- Durante el episodio de Justice League Action, "It'll Take a Miracle", se revela que Mr. Miracle está en posesión de una pieza de la máquina Ecuación Anti-Vida de Darkseid. El plan de Darkseid era borrar todos los pensamientos conscientes del universo con el dispositivo y esclavizar a todos, pero Batman pudo destruir la máquina cuando reemplazó el componente que faltaba con uno de los accesorios del espectáculo de luces de Miracle.
- En la tercera temporada de Young Justice, la frase "Prepare The Anti Life Equation" se puede deletrear desde la primera letra del título de cada episodio.[30] En el episodio "Influencia", Granny Goodness utiliza una ecuación experimental Anti-Vida contra Superman, Wonder Woman y Hawkwoman, así como contra las Furias Femeninas con las que están luchando. Superman luego logra evitar que Granny Goodness use la ecuación con ellos. En "Factores Desconocidos", después de un encuentro con Halo (que contiene el espíritu de una Caja Madre), Goodness teoriza que puede acceder a la Ecuación Anti-Vida y contacta a Darkseid después del encuentro para hacerle saber que lo ha encontrado. En "Antisocial Pathologies", Granny lleva a Halo al X-Pit, un espacio que es el punto de acceso a lo que se llama la dimensión fantasma, lo que le permite descifrar la ecuación. Granny luego lo prueba con Helga Jace, quien retiene sus emociones pero pierde su libre albedrío y, por lo tanto, sigue las órdenes de Granny. Así, Granny confirma la revelación de que la dimensión fantasma y los poderes de Halo son una forma de la ecuación: dimensión fantasma + Halo = Anti-Vida. A pesar de la interferencia de la Luz a través de Geo-Force y Terra, Granny puede escapar con Halo. En "Terminus", después de que la mayoría de la Liga de la Justicia y el Equipo intentan asaltar la base de la estación espacial de Granny, ella logra usar la ecuación para esclavizarlos a todos antes de extender la influencia de la ecuación por todo el universo para colocarlo bajo el dominio de Apokolips, comenzando el Era de Darkseid. En "Into the Breach", habría tenido éxito si Victor Stone no hubiera llegado a su base cuando lo hizo y permitido que los héroes la detuvieran liberando a Halo. Para el final de temporada, la búsqueda de Darkseid para encontrar la Ecuación Anti-Vida supuestamente continúa en otras partes del universo, mientras que Vándalo Salvaje y la Luz vigilan a Halo para sus planes futuros.
- En el episodio de Supergirl, "The Bottle Episode", uno de los doppelgangers de Brainiac 5 usa la Ecuación Anti-Vida para asesinar a otra versión de sí mismo.
- En la Liga de la Justicia de Zack Snyder, Darkseid descubre que la Ecuación Anti-Vida está tallada en la superficie de la Tierra. Después de ser contraatacado por los defensores de la Tierra, se pierde la ubicación de la Ecuación. Más tarde, Steppenwolf redescubre la Ecuación e informa a Darkseid, prometiendo completar la conquista de la Tierra para que Darkseid pueda reclamar la Ecuación. Después de que Steppenwolf es derrotado por la Liga de la Justicia, Darkseid afirma que usará "las viejas formas" para reclamar la Ecuación y reúne a sus fuerzas militares para una invasión.
- En el episodio de The Sandman, " A Hope in Hell ", Lucifer Morningstar invoca Anti-Vida en respuesta a Dream invocando un universo en un intento de ganar su duelo, solo para ser derrotado una vez que Matthew el Cuervo, sin saberlo, inspira a Dream a invocar esperanza, derrotando y humillando públicamente a Lucifer frente a su reino.
- En Hombre Cometa: ¡Oh, sí! parte de toda la temporada se centra en la Ecuación Anti-Vida donde Lex Luthor deja el maletín en Noonan